# Hendrik Jansen van Barrefelt
Hendrik Jansen van Barrefelt (ca. 1520 - in of na 1594) was een wever, christelijk mysticus en de auteur van diverse spirituele werken onder het pseudoniem Hiël.

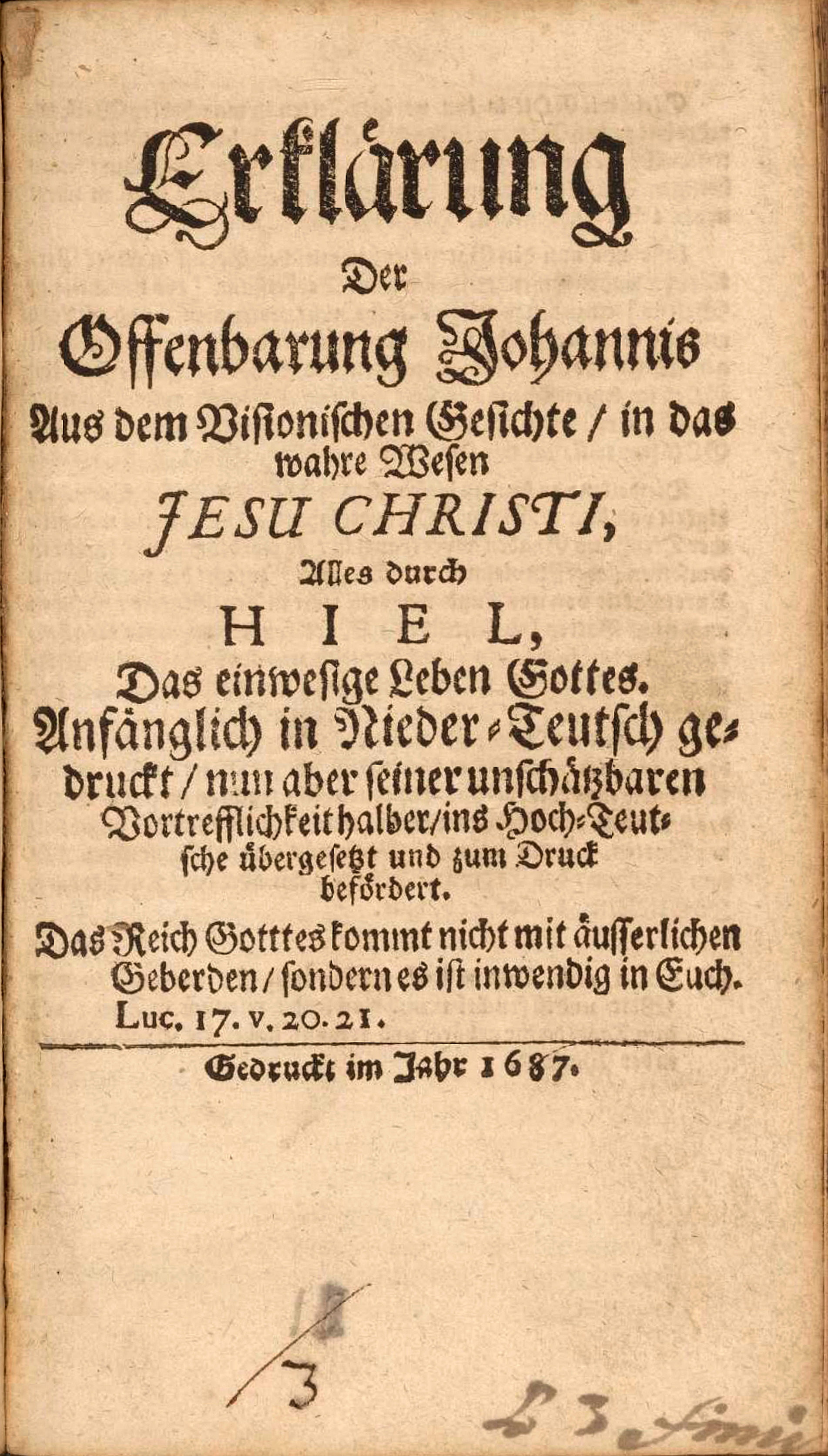
Erklärung Der Offenbarung Johannis, geschreven door Hiël, gedrukt in 1687, Ritman Bibliotheek, Bibliotheca Philosophica Hermetica, Amsterdam

## Biografie
Hendrik Jansen van Barrefelt werd geboren rond 1520 in Barneveld in de provincie Gelderland en overleed in of na 1594 in Keulen. Hij trouwde rond 1550 en had enkele kinderen. Hij was wever van beroep. Aanvankelijk was Van Barrefelt een aanhanger van Menno Simons, maar hij werd rond 1543 een volgeling van het Huis der Liefde van sekteleider Hendrik Niclaes en zorgde voor de verspreiding van diens werken. Van Barrefelt volgde Niclaes naar Keulen, maar keerde zich in 1573 van hem af. Kort voor de breuk had Van Barrefelt een visioen gehad en vanaf dit moment noemde hij zich Hiël, "het eenwezige leven Gods". Zijn volgelingen noemden zich Hiëlisten, maar ook wel "liefhebbers der waarheyt".

## Hiël’s geschriften
De belangrijkste werken van Hiël waren Het boeck der getuigenissen van den verborghen Ackerschat (1581), geïnspireerd op de Theologia Deutsch en de Imitatio Christi, en Bijbelsche figuren of Imagines et figurae Bibliorum. Hiël gaf rond 1582 opdracht om een serie gravures te maken voor geïllustreerde Bijbels. De illustraties werden gemaakt door Pieter van der Borcht. De Latijnse versie Imagines et figurae Bibliorum werd in 1582 uitgebracht onder het pseudoniem Renatus Christianus bij Jacobus Vilanus, dat een pseudoniem was van Christoffel Plantijn.  Er was ook een Franse versie van dit werk. De werken van Hiël werden pas na de dood van Niclaes uitgegeven. In zijn werk Erklärung der Offenbarung Johannis schreef Hiël op het titelblad: "Het Koninkrijk van God niet komt met uiterlijke tekens/Maar het is inwendig in jullie". (Lucas 17:20-21).  Na het overlijden van Hiël viel de groep uiteen.  Ook Pierre Poiret (1646-1719), protestants aanhanger van het quiëtisme, mystiek schrijver en uitgever, wijdde een hoofdstuk aan Hiël in zijn werk Lettre sur les Auteurs Mystiques.